# Goiás (Goiás)
Goiás és un municipi de l'estat de Goiás al Brasil.

La seva població el 2005 era de 26.705 habitants, segons l'IBGE. La ciutat va ser reconeguda el 2001 per la UNESCO com a Patrimoni Mundial de la Humanitat per la seva arquitectura barroca pròpia, per les seves tradicions seculars i per la naturalesa que l'envolta.

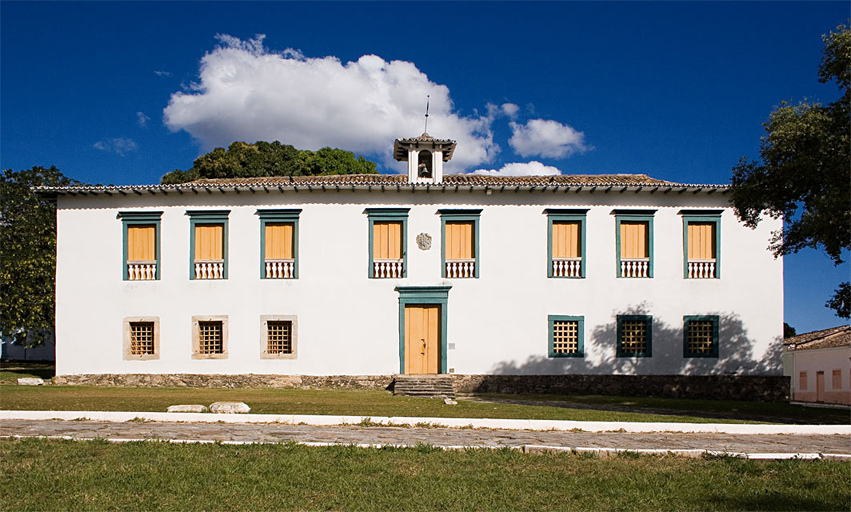
Antiga Casa da Câmara e Cadeia, atual MuBan
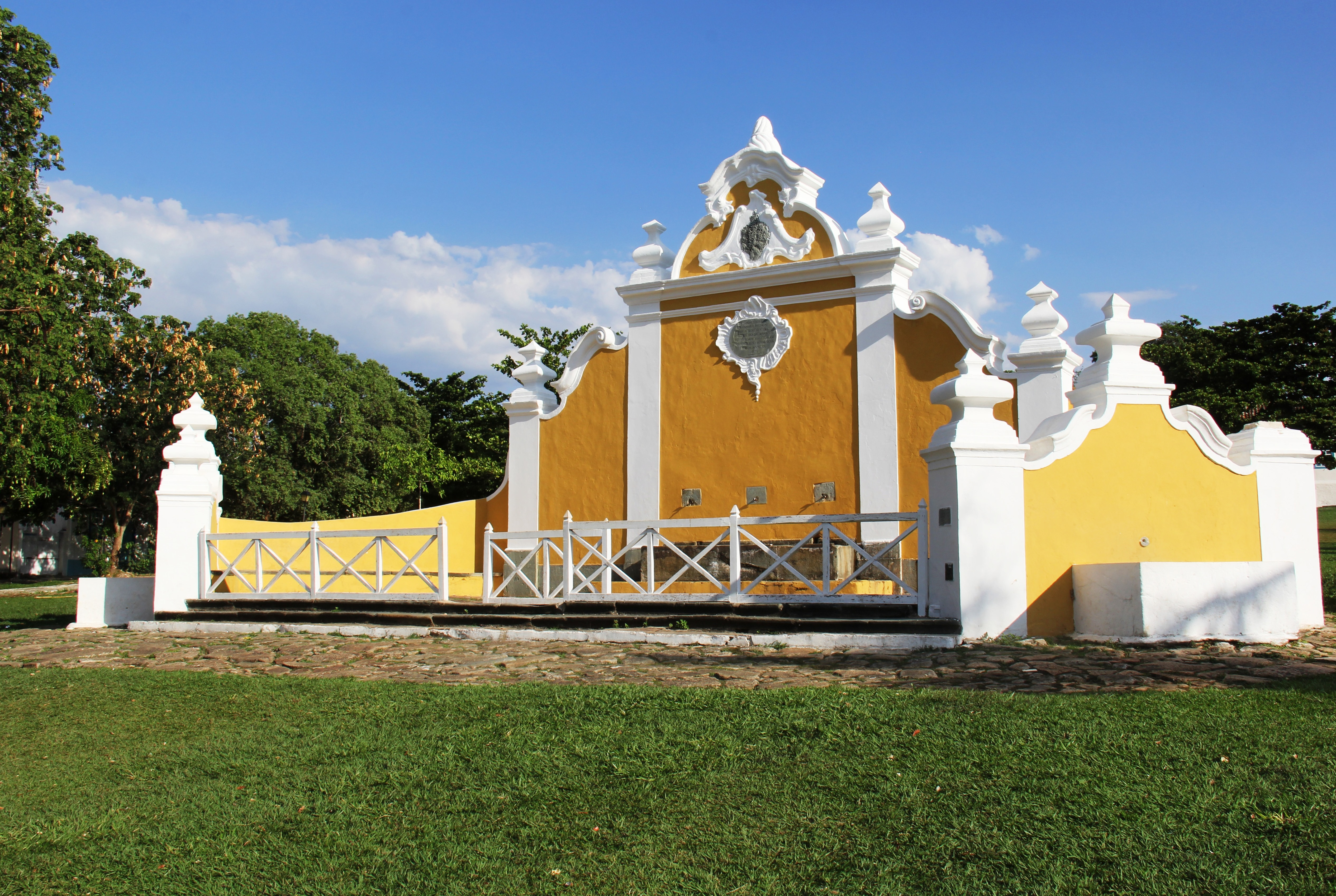
Chafariz de Cauda
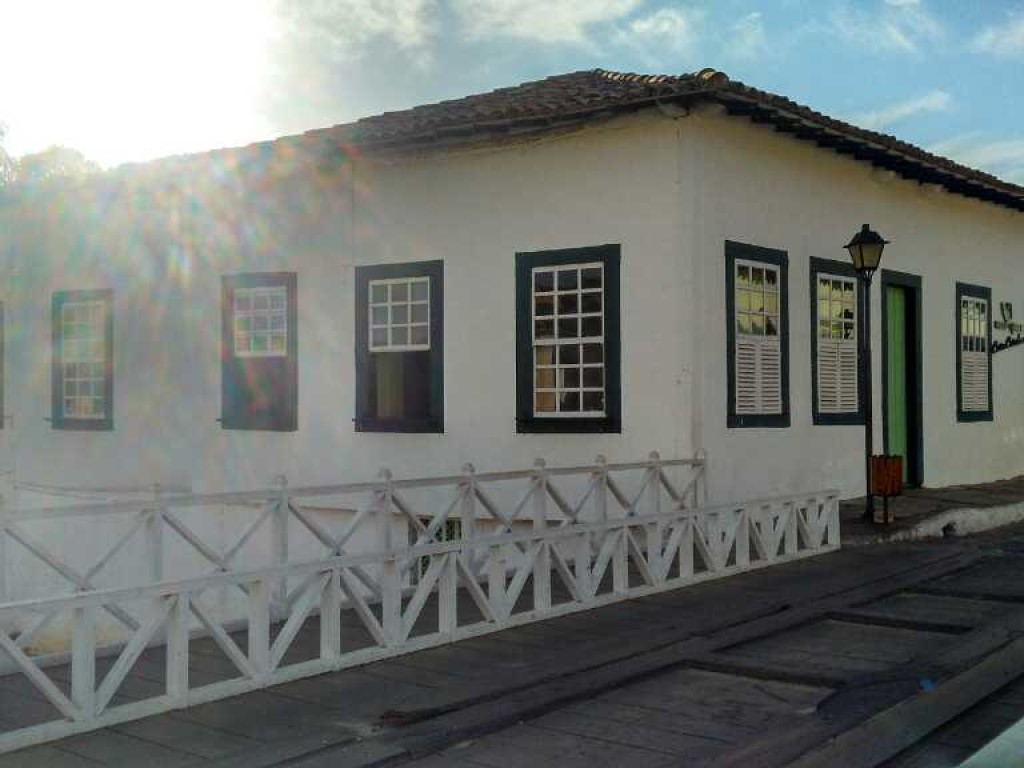
Casa de Cora Coralina
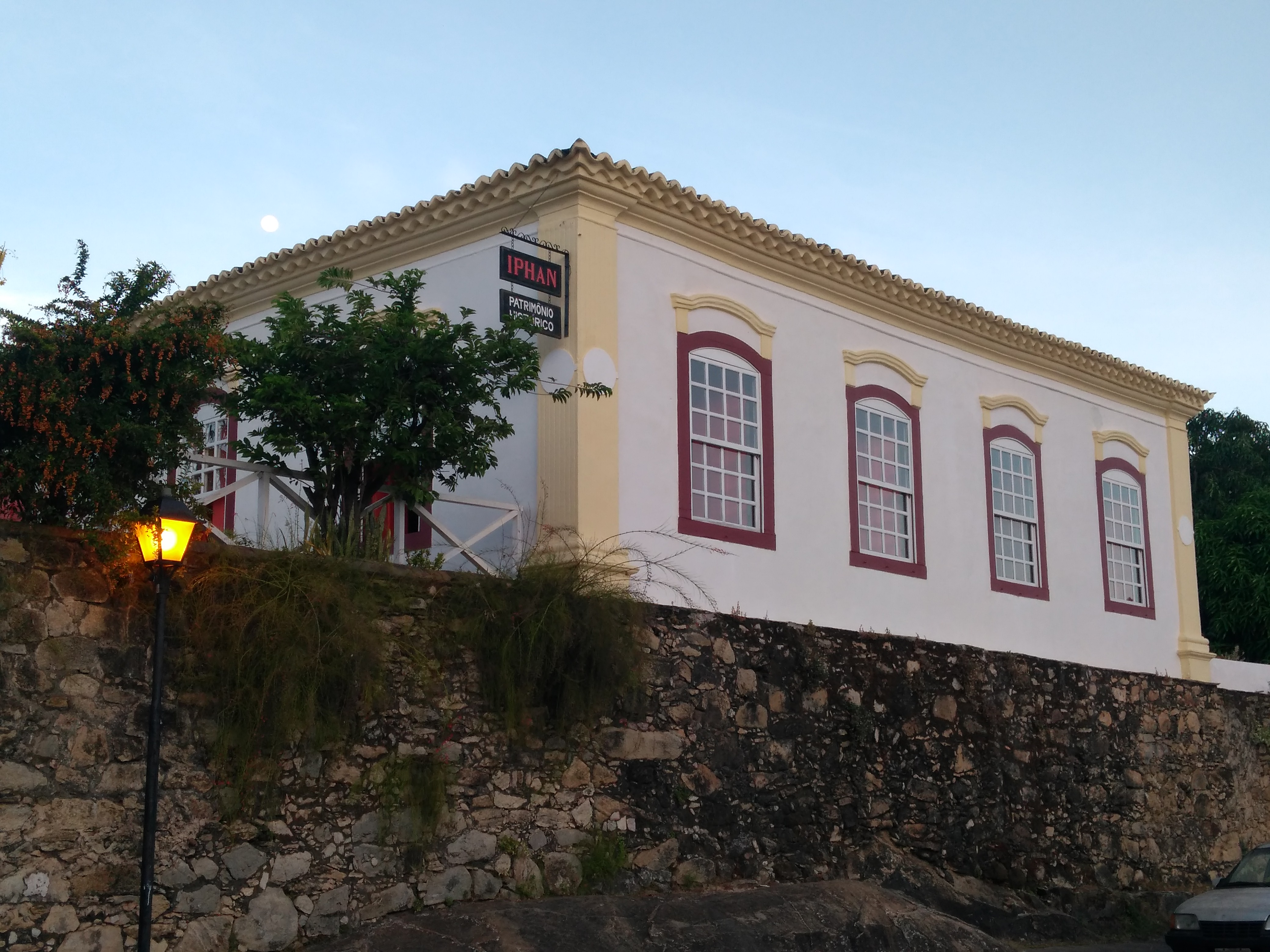
Casa do Bispo
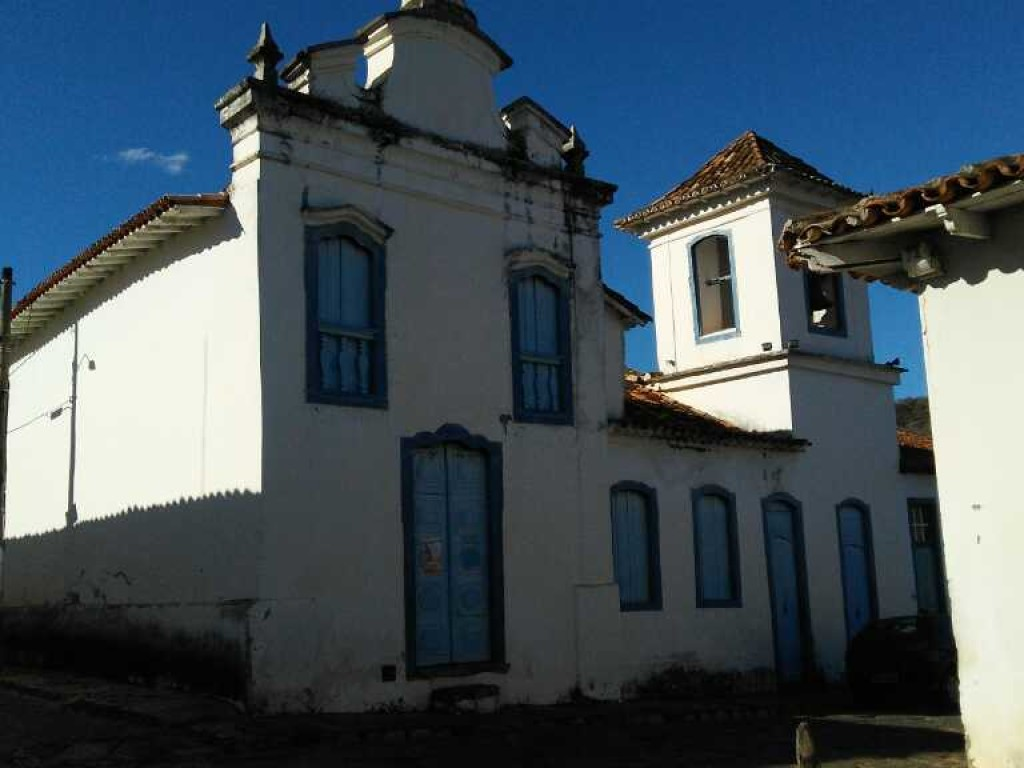
Igreja de Nossa Senhora d'Abadia
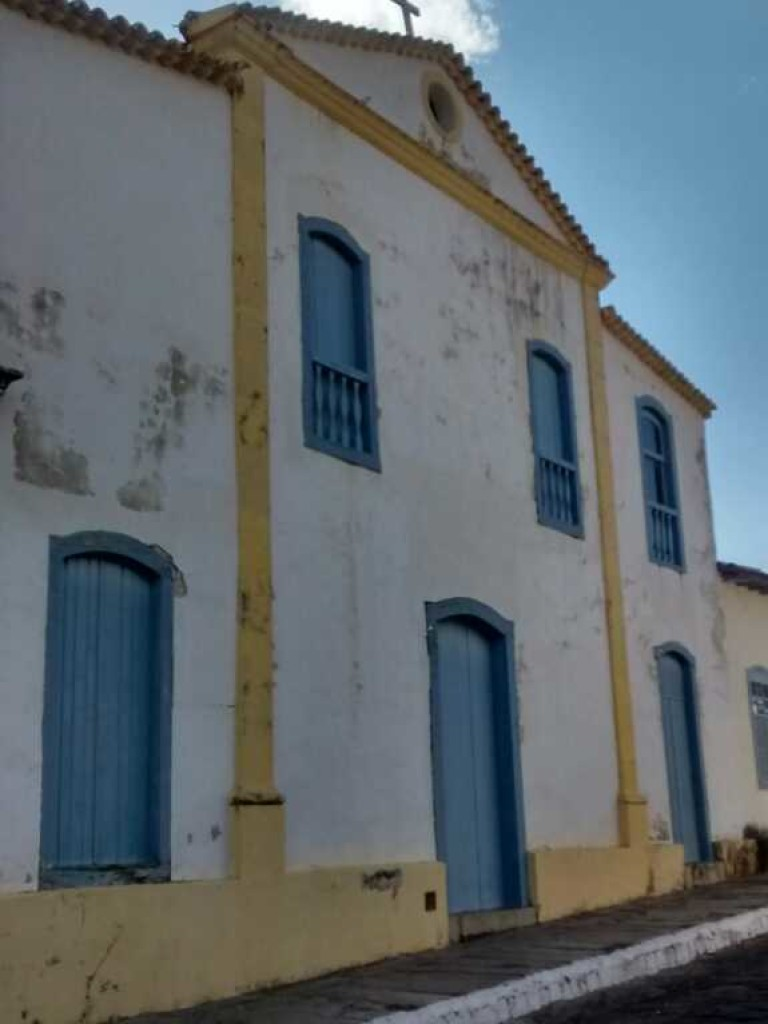
Igreja de Nossa Senhora do Carmo
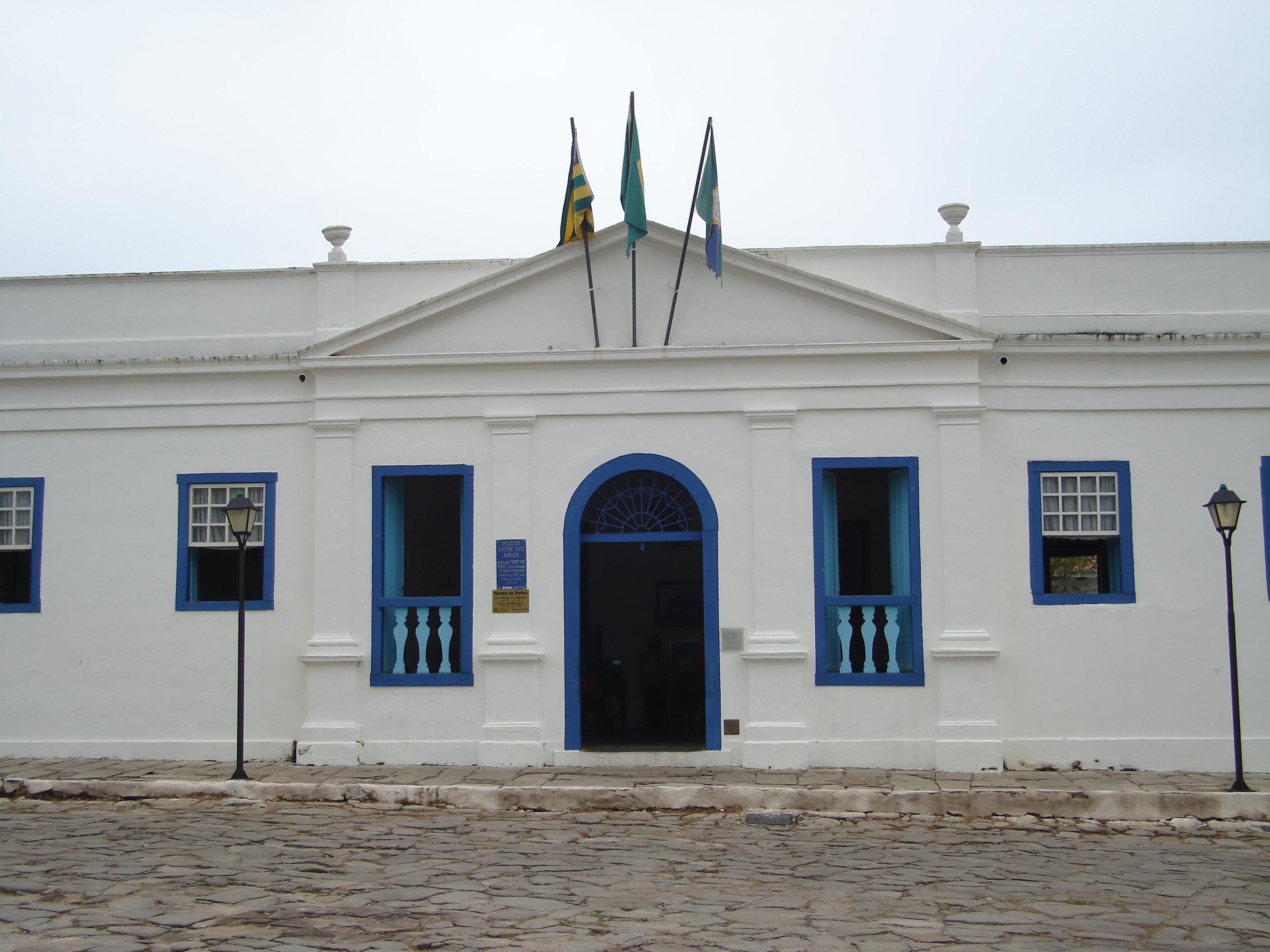
Palácio do Conde dos Arcos
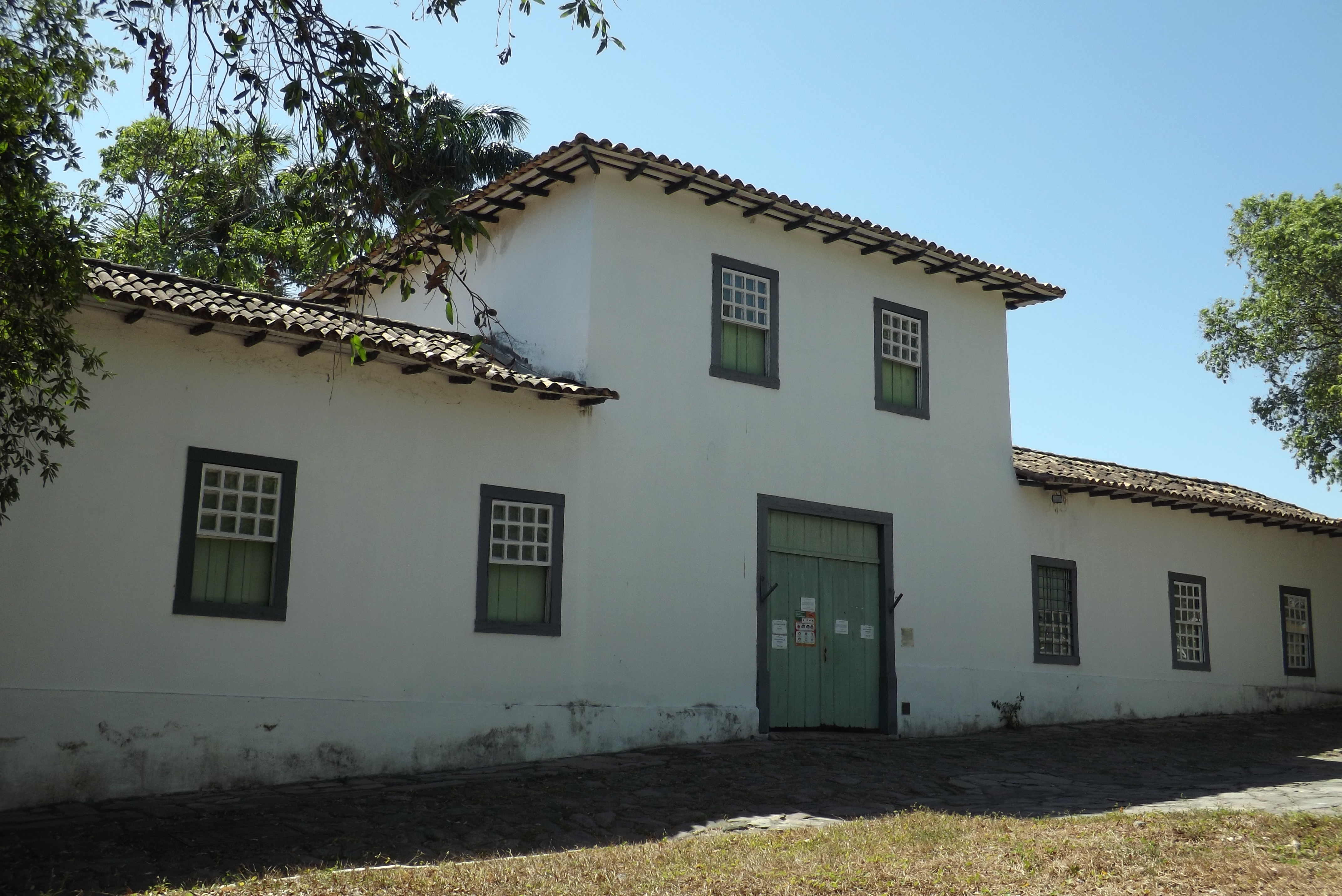
Quartel do XX